# Círculo arterial periepicondíleo lateral
El círculo arterial periepicondíleo lateral es una formación vascular que se origina a nivel del epicóndilo lateral del húmero. Es una formación anastomótica arterial muy importante pues da ramas para muchos músculos extensores del antebrazo.

## Anatomía de superficie
El círculo arterial periepicondíleo lateral se encuentra a nivel de la articulación del codo.

## Aferentes
El círculo arterial queda configurado por 8 arterias aferentes que son:
- La arteria colateral anterior de la rama terminal de la arteria braquial profunda.
- La arteria colateral posterior de la rama terminal de la arteria braquial profunda.
- La arteria recurrente radial anterior, que da la arteria radial.
- La arteria recurrente radial posterior, que da la rama posterior de arteria interósea.

La arteria Colateral Cubital Superior.
La arteria Colateral Cubital Inferior.
La arteria Recurrente Cubital Anterior.
La arteria Recurrente Cubital Posterior.

Las ramas se anastomosan anteriores con posteriores para configurar esta formación.

## Vascularización
La red arterial vasculariza a todos los músculos que se originan en el epicóndilo lateral del húmero, que son:
- Músculo extensor radial corto del carpo.
- Músculo extensor de los dedos.
- Músculo extensor del meñique.
- Músculo extensor ulnar del carpo.

- Datos: Q5796533